# Station Miyamaki
Station Miyamaki (三山木駅, Miyamaki-eki) is een spoorwegstation in de Japanse stad Kyōtanabe. Het wordt aangedaan door de Kioto-lijn. Het station heeft twee sporen, gelegen aan een twee zijperrons. Het station ligt aan de overzijde van het JR-station Miyamaki: de stations delen het stationsplein.

## Treindienst

### Kintetsu
| 1 | ■ Kioto-lijn | richting Yamato-Saidaiji, Nara en Kashiharajingū-mae |
| 2 | ■ Kioto-lijn | richting Takeda en Kioto                             |

## Geschiedenis
Het station werd in 1928 geopend. In 2004 werd het station vernieuwd.

## Overig openbaar vervoer
Bussen van Nara Kōtsū.

## Stationsomgeving
- Station JR Miyamaki aan de Gakkentoshi-lijn
- 7-Eleven
- Circle-K
- Kizu-rivier

Kyoto · Tōji · Jūjō · Kamitobaguchi · Takeda · Fushimi · Kintetsu Tambabashi · Momoyama-Goryō-mae · Mukaijima · Ogura · Iseda · Ōkubo · Kutsukawa · Terada · Tonoshō · Shin-Tanabe · Kōdo · Miyamaki · Kintetsu Miyazu · Komada · Shin-Hōsono · Kizugawadai · Yamadagawa · Takanohara · Heijō · Yamato-Saidaiji (>> Nara-lijn · Kashihara-lijn)